# 변신 (2019년 영화)
"변신"은 2019년에 개봉한 대한민국의 영화이다.

## 캐스팅
- 배성우 : 박중수 역
- 성동일 : 박강구 역
- 장영남 : 최명주 역
- 김혜준 : 박선우 역
- 조이현 : 박현주 역
- 김강훈 : 박우종 역
- 전미도 : 소녀 모 역
- 김세희 : 소녀 역
- 김귀선 : 학장신부 역
- 지대한 : 제이콥 역
- 이장원 : 경찰 1 역
- 권지환 : 경찰 2 역
- 손인용 : 구조팀장 역
- 김민식 : 구조대원 1 역
- 윤기창 : 구조대원 2 역
- 백성철 : 구급팀장 역
- 이규복 : 구급대원 1 역
- 정윤하 : 구급대원 2 역
- 서인권 : 신학생 1 역
- 권잎새 : 신학생 2 역
- 로니 헤나레스 : 필리핀 사제 1 역
- 조엘 사라초 : 필리핀 사제 2 역
- 아치 아다모스 : 필리핀 사제 3 역
- 트레이 웹 : 필리핀 사제 4 역
- 제프 플로레스 : 발타자르 보조사제 1 역
- 니콜라스 티모시 파울러 : 발타자르 보조사제 2 역
- 빙 피멘텔 : 필리핀 원로 수녀 역
- 스테파니 헤나레스 : 필리핀 정원 수녀 역
- 고태영 : 이삿짐센터 소장 역
- 장현석 : 강구 동료 1 역
- 신민경 : 강구 동료 2 역
- 남승화 : 강구 동료 3 역
- 고해정 : 선우 친구 1 역
- 안영주 : 선우 친구 2 역
- 안소미 : 선우 친구 3 역
- 윤서연 : 선우 친구 4 역
- 김이경 : 버스 여학생 1 역
- 손정원 : 버스 여학생 2 역
- 이한별 : 버스 여학생 3 역
- 이샘 : 사고도로 운전자 1 역
- 이음 : 사고도로 운전자 2 역
- 조지현 : 사고도로 운전자 3 역
- 한성관 : 사고도로 운전자 4 역
- 윤화랑 : 우종 도플갱어 대역
- 화성 : 명주 칼질 대역
- 라젤 킴 : 제이콥 할머니 역
- 김태린 : 제이콥 여동생 역
- 글렌 이반 : 제이콥 아버지 역
- 메리 조이 L. 아파르테  : 제이콥 어머니 역
- 박서연 : 사진 여고생 1 역
- 윤혜영 : 사진 여고생 2 역
- 남예진 : 사진 여고생 3 역
- 손종학 : 주임신부 역 (우정출연)
- 오대환 : 앞집 남자 역 (우정출연)
- 백윤식 : 발타자르 신부 역 (특별출연)

## 같이 보기
- 2019년 대한민국의 영화 목록